# Seis e ônibus

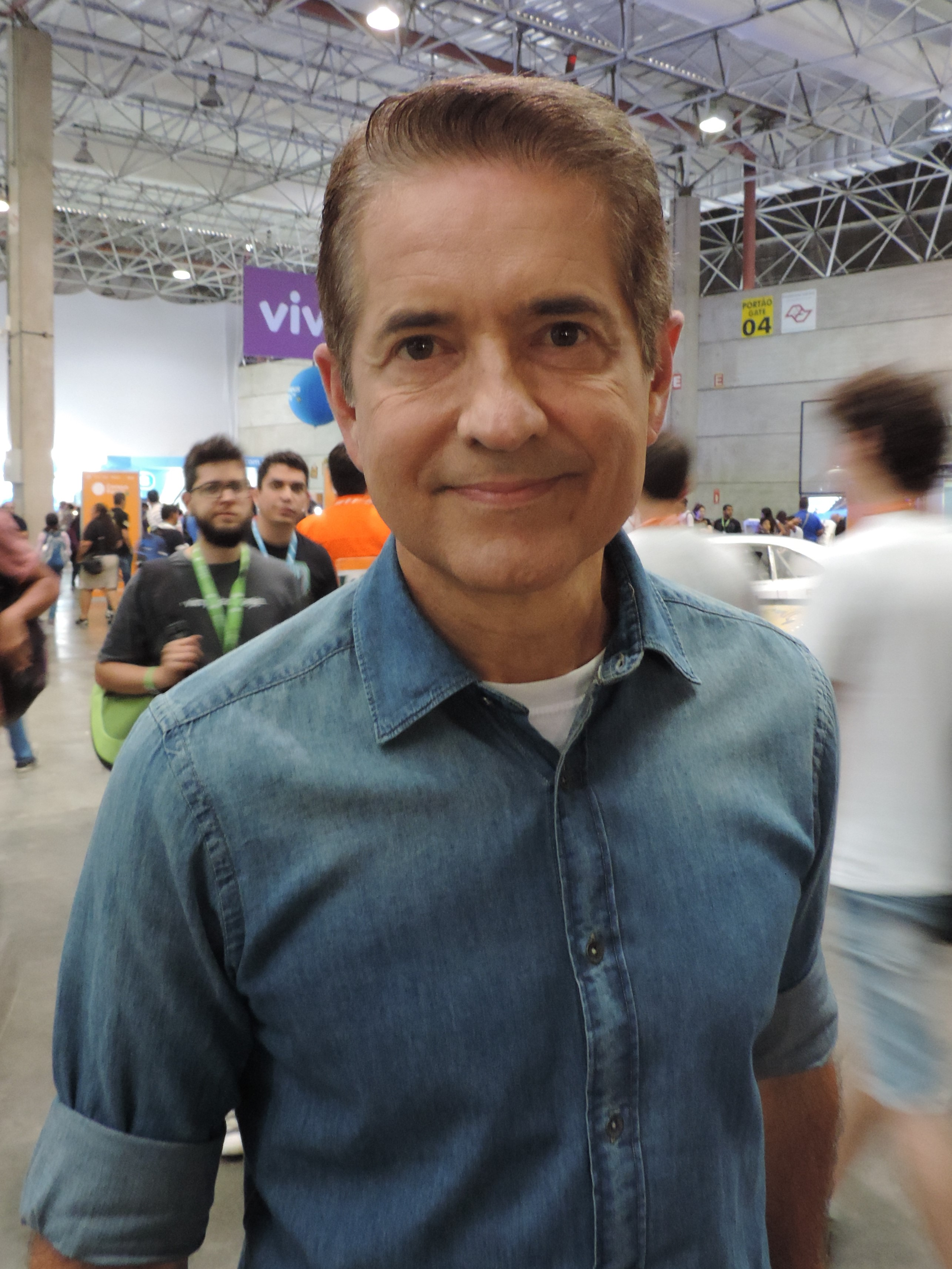
Jornalista Carlos Tramontina.

Seis e ônibus refere-se a um meme que ficou conhecido na internet brasileira após uma gafe cometida pelo jornalista Carlos Tramontina, durante o boletim informativo Radar SP, da TV Globo São Paulo. O incidente, ocorrido em 2019, se tornou um meme da Internet quase que instantaneamente. O jornalista aderiu à brincadeira, chegando, inclusive, a registrar no INPI as marcas "6 e ônibus" e "seis e ônibus". Em seu canal do YouTube, inclusive, um dos quadros possui justamente esse nome.

## Origem
A situação ocorreu no dia 14 de fevereiro de 2019. Tramontina entrou no ar às 18h11, horário de Brasília, no boletim informativo Radar SP, para dar uma notícia sobre os ônibus da cidade de São Paulo. Porém, o apresentador acabou se confundindo ao dizer a hora, misturando com a notícia que daria logo em seguida, dizendo, assim que entrou no ar: "seis e ônibus, ou melhor, seis horas e onze minutos. Os ônibus da capital...".

## Repercussão e resposta
Logo após o ocorrido, várias postagens foram feitas no Twitter com piadas sobre a fala de Tramontina. O corte da fala viralizou nas redes sociais. Até mesmo dentro da própria TV Globo os colegas do jornalista fizeram anedotas com a gafe. No programa esportivo Globo Esporte, o apresentador Ivan Moré perguntou para o comentarista Walter Casagrande: "Vamos embora? Que horas são?". O comentarista respondeu: "13 e bola". O apresentador concluiu a zoeira ensaiada: "13 e bola? Ah, hoje eu vou jantar mais cedo, às 6 e ônibus!". No telejornal Bom Dia São Paulo, os jornalistas Rodrigo Bocardi e Chico Pinheiro também fizeram graça da situação. Ao terminar de falar sobre as notícias que seriam apresentadas no Bom Dia Brasil, exibido logo em seguida, Chico disse "estou de volta às oito e ônibus". Bocardi então respondeu: "oito e ônibus não, é seis e ônibus!". O apresentador do telejornal seguinte afirmou que "oito e ônibus faz sentido, pois onde o ônibus para? No ponto, então é oito em ponto".
O jornalista nunca se incomodou com a brincadeira, comentando sempre com bom humor a situação em entrevistas e podcasts. Durante uma entrevista no programa The Noite com Danilo Gentili, Tramontina recebeu de presente um relógio de pulso com a imagem de um ônibus em um dos ponteiros. Na ocasião, explicou o que havia ocorrido no dia: “Eu ia fazer uma entrada ao vivo. Ia falar dos ônibus de São Paulo. Eu sempre abria o boletim dando o horário. Aí eu olho pro relógio: seis e onze. Eu viro para o teleprompter, e o texto era ‘os ônibus’. Saiu ‘seis e ônibus’”. Em seu canal do YouTube, o quadro no qual ele mostra diversos lugares para se visitar chama-se justamente Seis e Ônibus, marca que ele chegou a solicitar o registro por meio do Instituto Nacional da Propriedade Industrial. “Meu canal no YouTube se chama Carlos Tramontina Real, mas as reportagens são ‘Seis e ônibus’. E a marca ‘seis e ônibus’ já é minha. 6 em número, seis por extenso. Marca registrada minha já”, disse Tramontina na entrevista que deu ao comediante Danilo Gentili.